# Łęcze

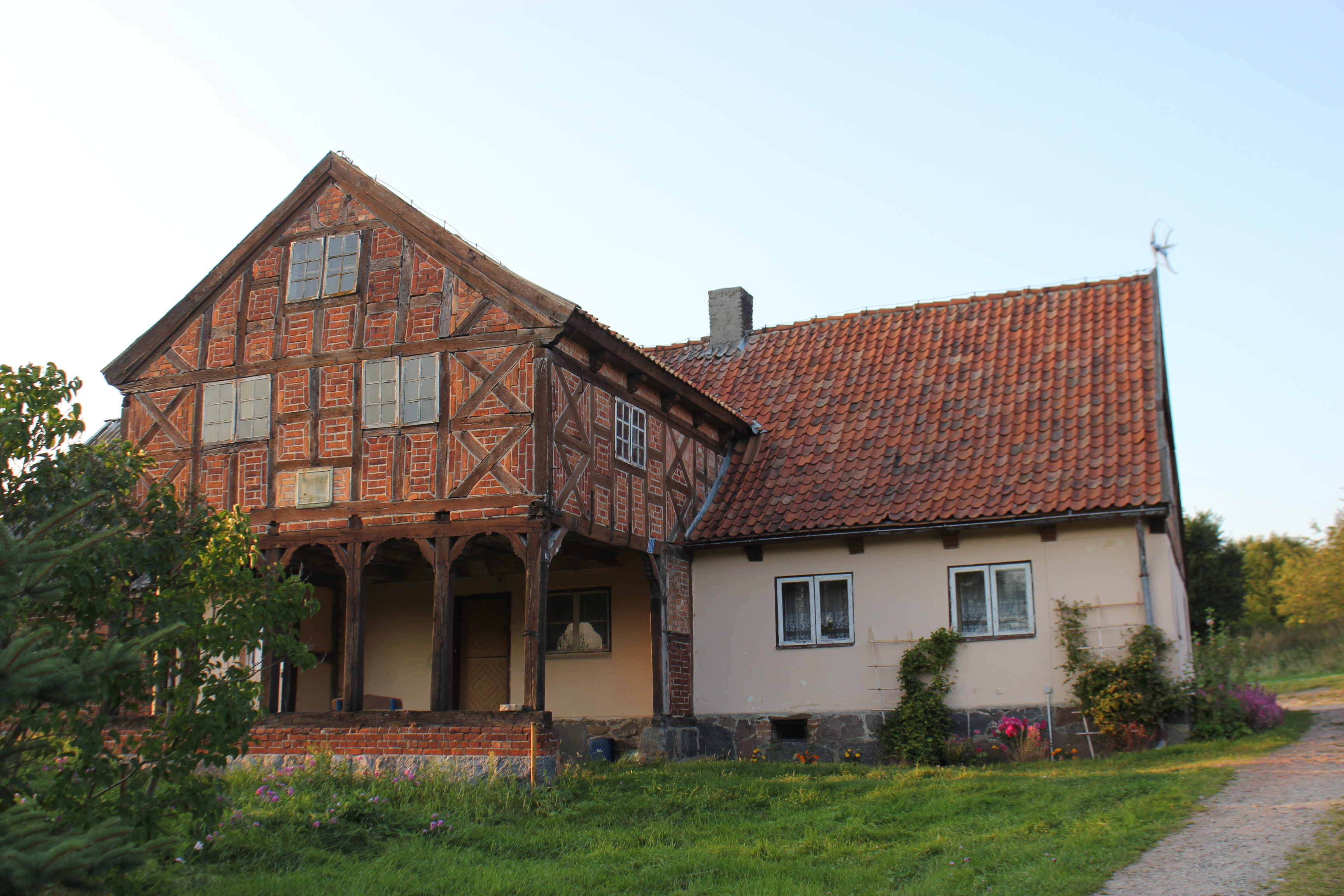
Vorlaubenhaus

Lenzen, nordnordöstlich von Elbing und westlich von Tolkemit, auf einer Landkarte von 1910

Łęcze (deutsch Lenzen) ist ein Dorf in der Gmina Tolkmicko (Tolkemit) im Powiat Elbląski  (Elbinger Kreis) der polnischen Woiwodschaft Ermland-Masuren. 2012 lebten hier 579  Einwohner.  

## Geographische Lage
Das Kirchdorf liegt im ehemaligen Westpreußen, etwa  drei Kilometer östlich des Ostufers des Frischen Haffs,   sieben Kilometer südwestlich von Tolkmicko (Tolkemit) und 20 Kilometer nördlich von Elbląg (Elbing).

## Geschichte
In der Nähe befinden sich Reste einer frühgeschichtlichen Wallburg aus dem 5. bis 3. Jahrhundert v. Chr.
Auf dem zwischen dem Frischen Haff und Lenzen gelegenen Silberberg (286 m) wurde 1892 ein Gräberfeld aus dem 5. bis 7. Jahrhundert n. Chr. gefunden und wissenschaftlich ausgewertet.
Im 13. Jahrhundert wurden die prußischen Landschaften Landesen und Lansania erwähnt, von einer von beiden hat der Ort wahrscheinlich seinen Namen Lenzen.
1299 wurde er von zwei Lokatoren im Auftrag des Komturs von Elbing gegründet. Es gab bald danach eine erste Kirche.
1577 wurde Lenzen durch Danziger Truppen, die von einem Kriegszug aus Elbing zurückkehrten, verwüstet. 
Von 1589 ist der erste evangelische Pfarrer bekannt. Um 1580/1630 hatte die englische Handelsgesellschaft aus Elbing hier eine Niederlassung. 
1746 wurde eine neue Kirche gebaut, die 1749 eine Orgel von Johann Christoph Obuch erhielt.
Seit 1772 gehörte Lenzen zum Königreich Preußen, eingegliedert in der Provinz Westpreußen. Um 1880 hatte der Ort über 1000 Einwohner und war der  größte im Landkreis Elbing.
1900 wurde ein Diakonissenheim in Anwesenheit der Kaiserin eingeweiht.
Am 1. April 1927 hatte der benachbarte Gutsbezirk Panklau eine Flächengröße von 63 Hektar, und am 16. Juni 1925 hatte der Gutsbezirk sieben Einwohner. Am 17. Oktober 1928 wurde der Gutsbezirk Panklau in die Landgemeinde Lenzen eingegliedert, Im Jahr 1939 hatte Lenzen 997 Einwohner
Im Jahr 1945 gehörte die Landgemeinde Lenzen zum Landkreis Elbing im Reichsgau Danzig-Westpreußen im Regierungsbezirk Danzig des Deutschen Reichs. 
Gegen Ende des Zweiten Weltkriegs wurde die Region im Frühjahr 1945 von der Roten Armee  besetzt. Das Dorf wurde erheblich beschädigt. Anschließend wurde Lenzen zusammen mit der gesamten südlichen Hälfte Ostpreußens von der Sowjetunion besatzungsrechtlich der Volksrepublik Polen zur Verwaltung überlassen. Der Ortsname Lenzen wurde zu „Łęcze“ polonisiert. In der Folgezeit wurde die einheimische Bevölkerung von der polnischen Administration aus dem Kreisgebiet vertrieben.
Heute gibt es hier eine Vorschule, eine Grundschule und einen Sportclub.

## Sehenswürdigkeiten

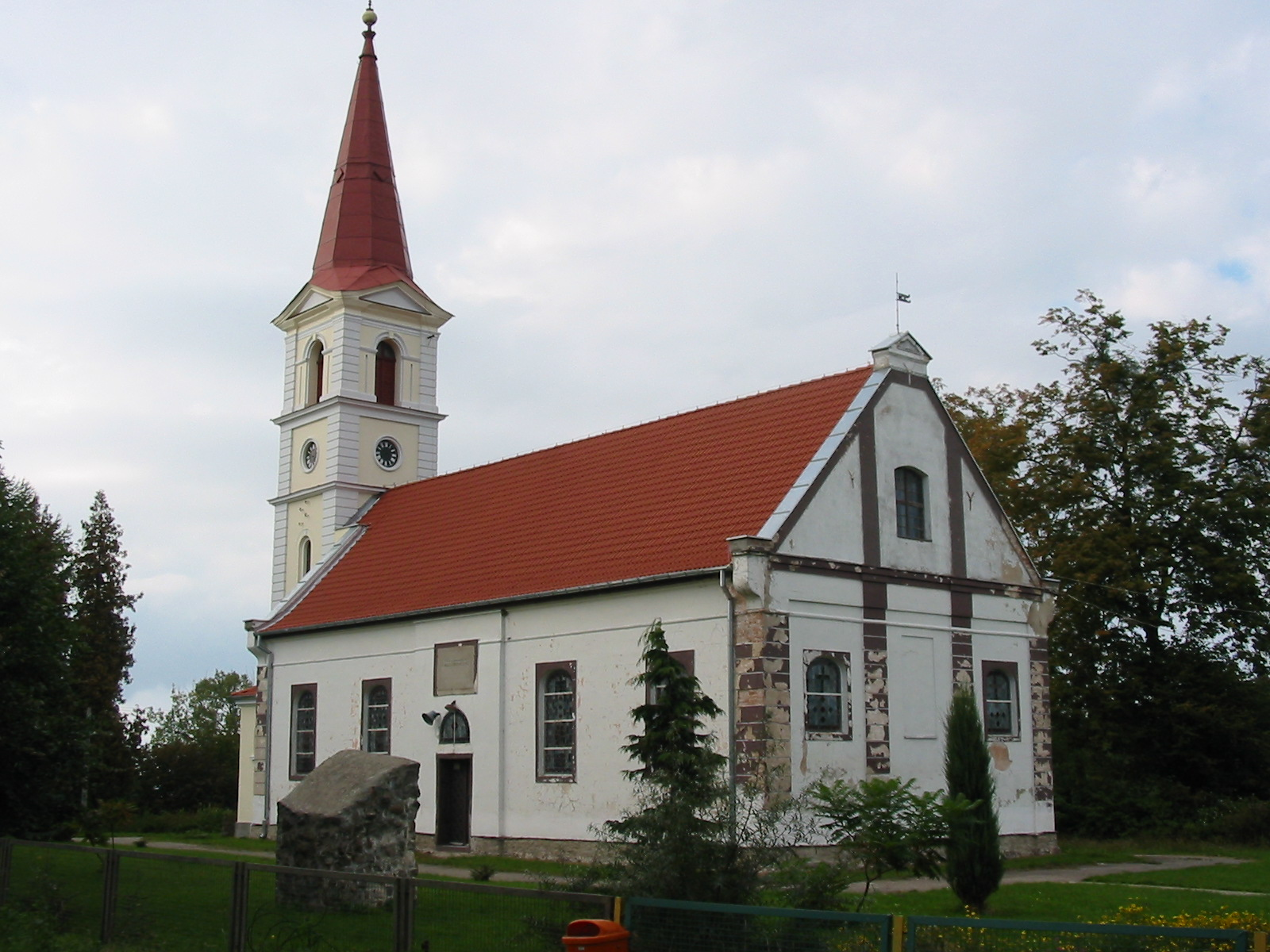
Dorfkirche, bis 1945 Gotteshaus der evangelischen Pfarrgemeinde Lenzen

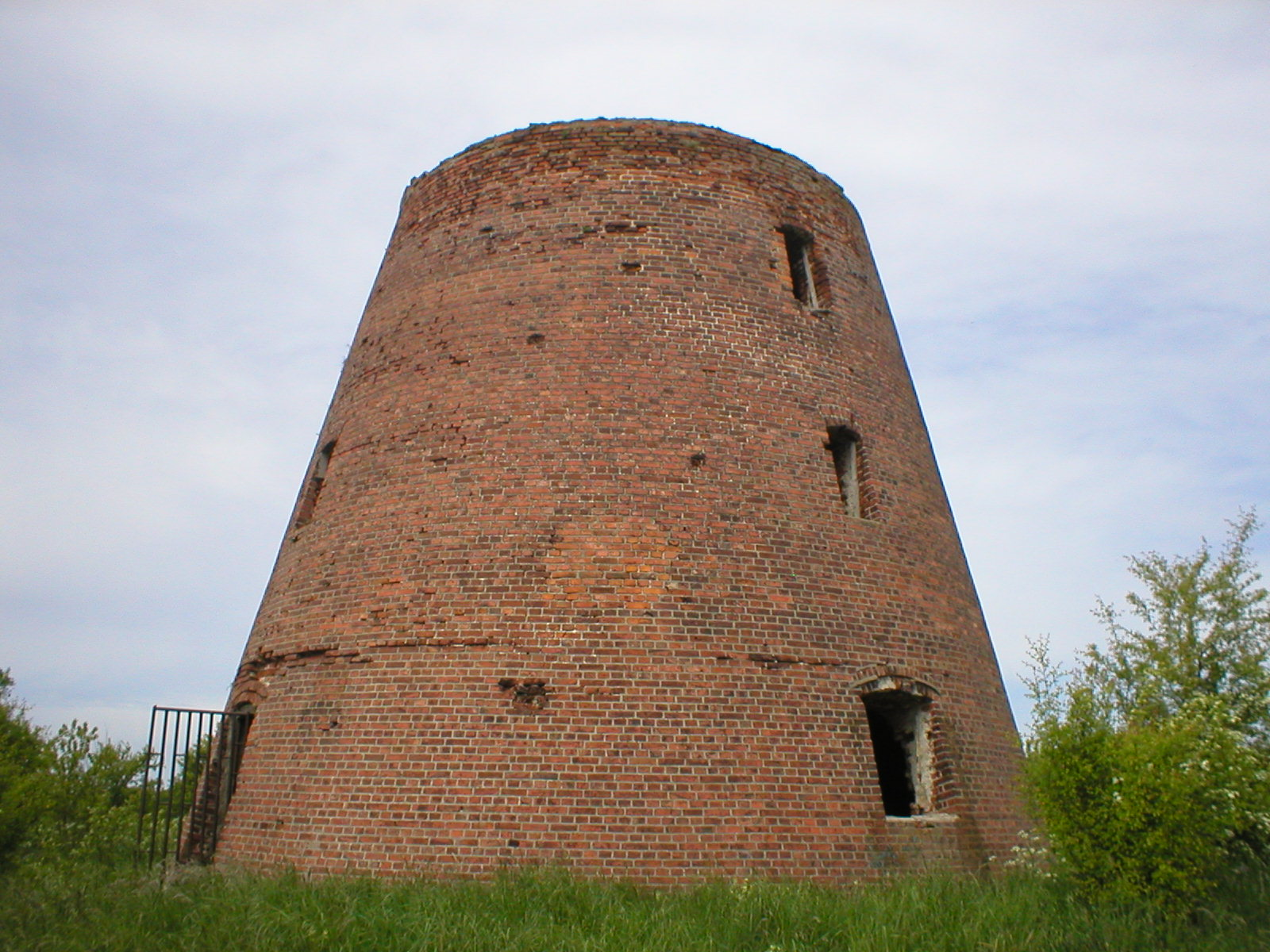
Windmühlenrumpf

- Dorfkirche, 1746 als evangelische Kirche gebaut, 1881 Turm angebaut, seit 1945 römisch-katholische Pfarrkirche, mit barockem Altar und hölzernem Taufstein
- zwei Vorlaubenhäuser aus dem 19. Jahrhundert, einige der letzten dieser Gebäude, die im holländischen Stil durch Mennoniten in der Umgebung von Elbing gebaut worden waren
- Rumpf einer ehemaligen Windmühle von 1885
- eisenzeitlicher Burgwall von etwa 450–200 v. Chr.